# Lempira (cacique lenca)
Llamado tradicionalmente como Lempira (c.1499 - 1537) aunque su nombre fuese "Erandique" (según la "Probanza de Méritos" redactada por Rodrigo Ruíz), fue un capitán de guerra y líder de los lencas que luchó contra los españoles durante la década de 1530. En los documentos escritos durante la conquista española, es mencionado con el nombre de El Lempira.

## Historia
Según la tradición, Lempira habría nacido en la región que hoy lleva su nombre, el departamento de Lempira, en el occidente de Honduras, una zona habitada principalmente por pueblos de la etnia lenca. Descripciones históricas y reconstrucciones antropológicas sugieren que era de estatura baja en comparación con los estándares europeos del siglo XVI, probablemente alrededor de 1.56 metros, con complexión robusta, espalda ancha y brazos fuertes. Se lo describe como un líder bravo, persistente y astuto, con un profundo amor por su tierra, sus leyes y su pueblo.
El origen etimológico de su nombre ha sido objeto de estudio. Según el historiador Jorge Lardé y Larín, "Lempira" provendría del término cuenca Lempaera, compuesto por las palabras lempa (que significa "señor" o "persona de alta jerarquía") y era (que significa “cerro” o “sierra”). Por lo tanto, el nombre Lempira podría traducirse como “Señor del cerro” o “Señor de la sierra”.

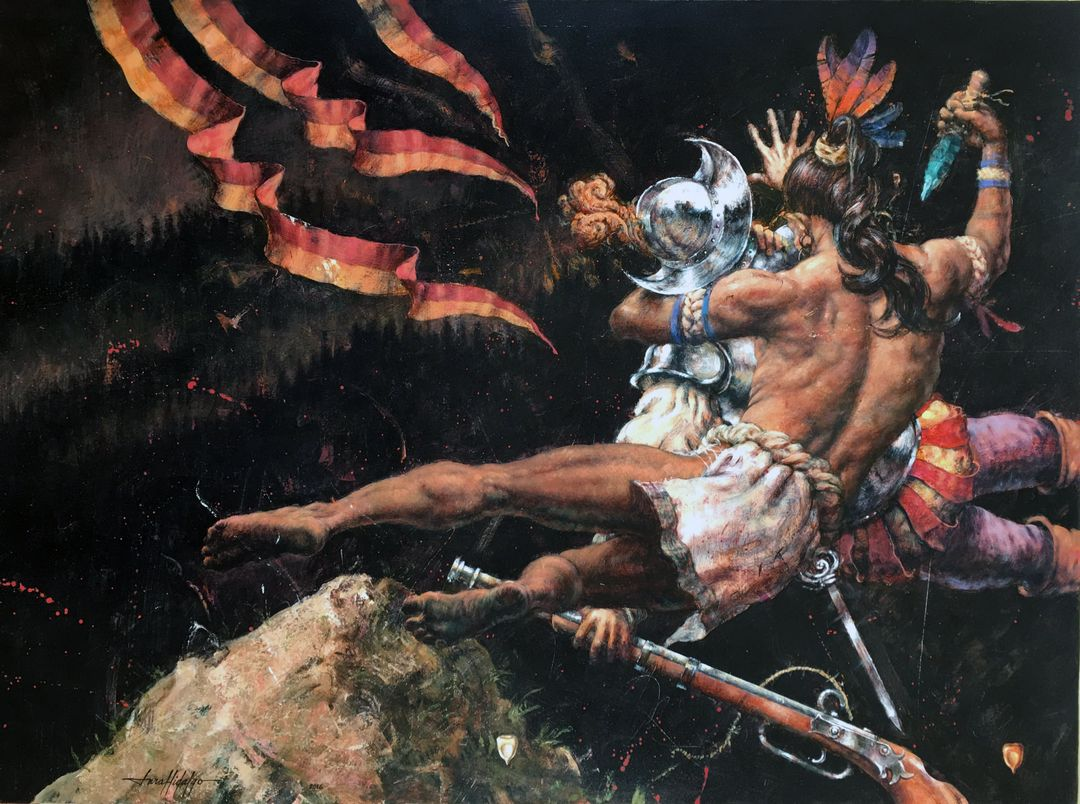
Pintura donde se le muestra luchando contra un español durante la conquista en el.

En el año 1537, durante la colonización española del territorio, Lempira fue comisionado por el cacique Entepica para liderar la resistencia indígena contra el avance de las tropas españolas. Estableció su base en el cerro de Cerquín, una zona estratégica desde donde organizó la defensa militar. En ese momento, Lempira también mantenía conflictos con otros caciques vecinos, pero frente a la amenaza común, logró alianzas —como con el grupo lenca de los Cares— y reunió un considerable ejército.
Las cifras sobre el tamaño de sus fuerzas varían: algunas fuentes hablan de hasta **30 000 combatientes** procedentes de más de 200 pueblos, mientras que la *probanza de méritos* de Rodrigo Ruiz y otros documentos coloniales mencionan un número más reducido, cercano a **2 000 guerreros**. Dada la capacidad logística de las fortificaciones en las montañas, es probable que la cifra más alta sea simbólica o exagerada. Aun así, reunir y mantener un contingente de esa magnitud habría requerido una notable capacidad de organización y cohesión colectiva entre los pueblos lencas.
El ejército español, por su parte, contaba con aproximadamente **80 soldados españoles** y entre **1 000 y 3 000 indígenas aliados**, en su mayoría traídos desde Guatemala. Pese a la superioridad numérica lenca, los españoles lograron resistir inicialmente, aunque no pudieron someter completamente la región hasta finales de 1537.
La insurrección encabezada por Lempira inspiró otros focos de resistencia en el valle de Comayagua, Olancho y regiones aledañas, lo que consolidó temporalmente un frente de oposición indígena que demoró la consolidación del dominio español en el territorio.

## Muerte de Lempira

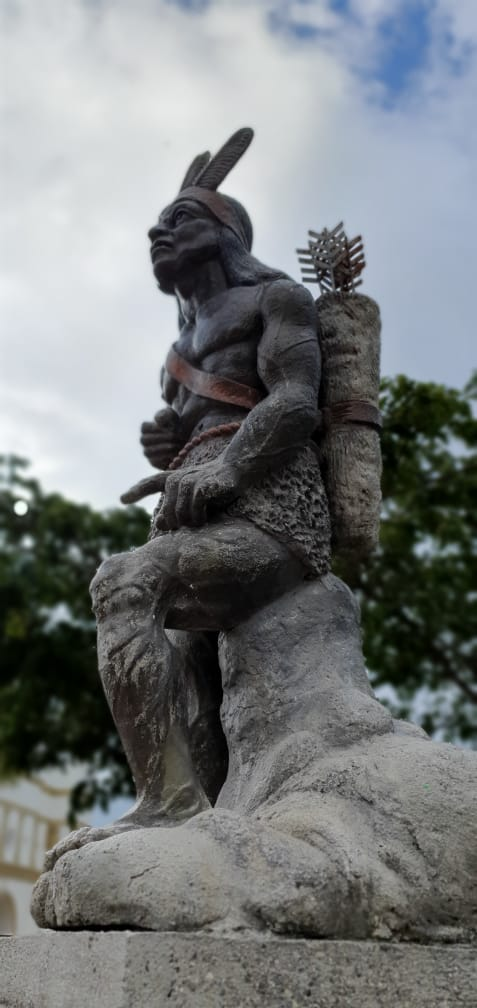
Estatua de Lempira en la ciudad de Gracias.

Con la muerte de Lempira se consolidó el dominio territorial español sobre la región central y occidental de Honduras y se fundaron nuevos poblados, entre ellos, Gracias, en 1539, no obstante hay dos versiones sobre los hechos.

### Historia tradicional de la Muerte de Lempira
En la versión tradicional, que se basa en la obra del cronista Antonio de Herrera y Tordesillas, (Historia general de los hechos de los castellanos en las islas y en tierra firme del mar Océano), Herrera afirma que Lempira murió a traición. En medio de una negociación de paz, Herrera describe a dos hombres montados en caballos frente a Lempira, que portaba una armadura de algodón similar a un chcahuipilli. Lempira rechaza las proposiciones y uno de los españoles armado con un arcabuz oculto le dispara, Lempira fallece y el ejército español intenta nuevamente derrotar la fortificación. Los lencas se ven sorprendidos por el fallecimiento de su líder, algunos guerreros descienden del peñón y se ocultan en montañas aledañas para dar un contraataque. Mientras otros, agotados, se dan por vencidos, el resto continúa luchando hasta que la fortaleza cae en pocos días.

Viſto ſu mucho atrevimiento, y que no se hallaba modo para aprovecharſe dèl, el Capitan Caceres ordenò, que un Soldado ſe puſiese à Caballo, tan cerca, que un Arcabuz le pudiese alcançar de punteria, y que eſ  le hablara, amonetandole, que admitiendole la amiſtad que ſe  ofrecia; y que otro Soldado, soltando à las ancas, con el Arcabuz le tiraſe: y ordenando de esta manera, el Soldado trabò su platica, y dijo sus consejos, y persuasiones, y el Cacique le reſpondia: Que la Guerra no habia de confiar à los Soldados, ni espantarlos, i que el que mas pudieſe, venceria; i diciendo otras palabras arrogantes, mas que de Indio, el Soldado de las ancas le apuntò, quando viò la ocaſion, i le diò en la frente, ſin que le valieſe vn Morrion, que à ſu vſança tenia, mui galano, i empenachado: caiò Lempira rodando por la Sierra abaxo, armado de aquellos Saios, ò Coſeletes de Algodon, baſteados, mui provechoſos para Guerra de Indios, que vſan los Caſtellanos. Con eſta muerte de Lempira, que el Dia antes anduvo mui triſte, ſe levantò gran alboroto, i confuſion entre los Indios, porque muchos huiendo ſe deſpeñaron por aquellas Sierras, i otros luego ſe rindieron.
Antonio de Herrera y Tordesillas

### Historia en el Archivo General de Indias
Existe otra versión sobre la muerte de Lempira, encontrada en la Probanza de Méritos, un documento redactado en México en 1558 por Rodrigo Ruíz, y descubierto por Mario Felipe Martínez Castillo en el Archivo General de Indias de Sevilla.
Este documento trata del servicio de Rodrigo Ruíz en la conquista de Honduras con Francisco de Montejo, y afirma que el capitán "Lempira" murió en combate con Ruíz en medio de un "guazábara" (algazara o batalla inesperada) y después Ruiz le cortó la cabeza como prueba fehaciente de la muerte de Lempira. El texto incluye como testigos a Alonso de Maldonado y Catalina de Montejo.

## Homenajes

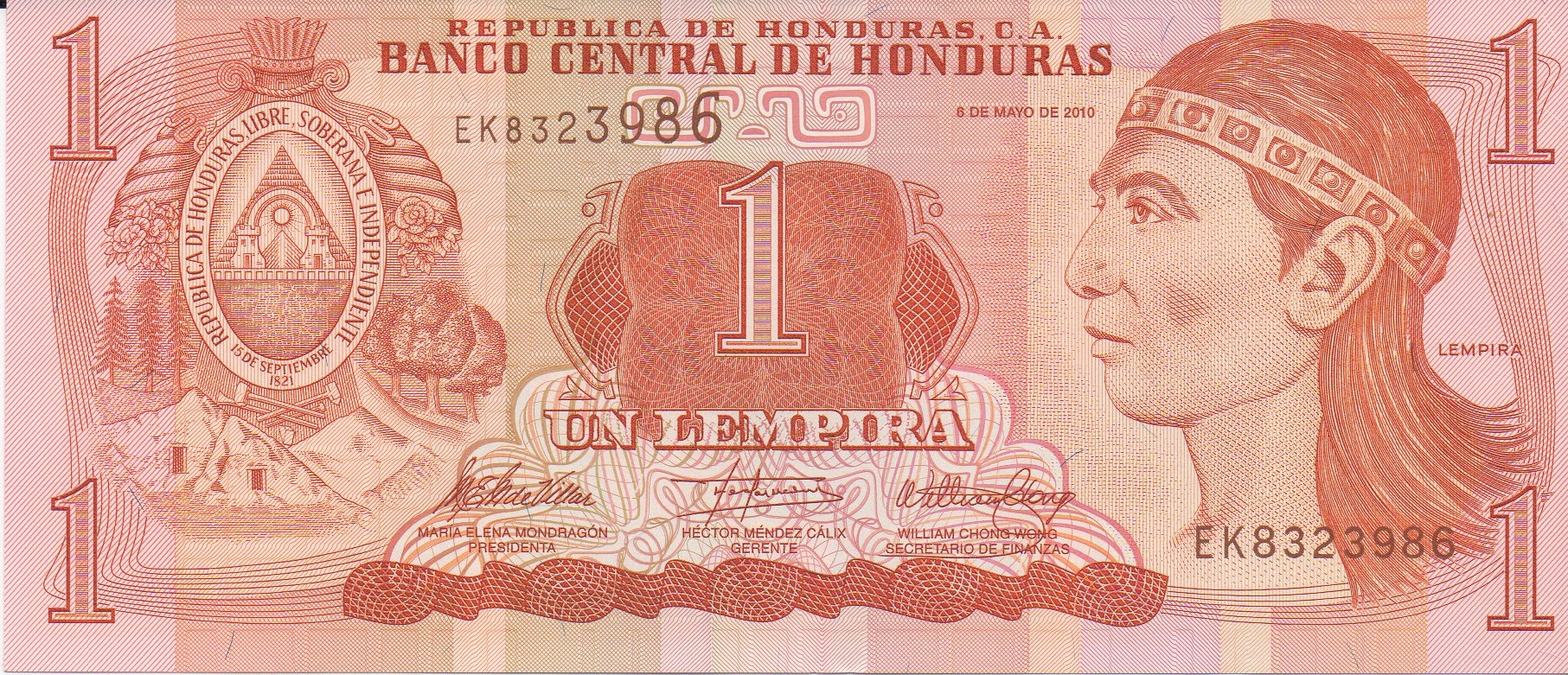
Un Lempira, moneda nacional de Honduras.

- El lempira (código ISO 4217: HNL), la moneda nacional de Honduras recibió el nombre del caudillo indígena.

- La moneda nacional de Honduras se llama así en honor del cacique.
- Día de Lempira, el pueblo hondureño conmemora al héroe lenca el 20 de julio de cada año.

- Lempira, departamento de Honduras nombrado en su honor, con cabecera departamental en la ciudad de Gracias.

- Puerto Lempira, municipio y cabecera departamental del departamento Gracias a Dios.

- Escuela Urbana Mixta Lempira, nombrada en honor al cacique Lempira, ubicada en el municipio de Azacualpa del departamento de Santa Bárbara